# Большедербетовский улус
Большедербетовский улус — административно-территориальная единица в Астраханской и Ставропольской губерниях, Калмыцкой автономной области, Калмыцкой АССР, существовавшая до 1930 года.

## Создание улуса
Большедербетовский улус был основан в 1788 году в результате раздела Дербетовского улуса на две части. Раздел произошел вследствие междоусобиц между братьями после смерти владельца Дербетовского улуса Калмыцкой степи. В эту борьбу были вовлечены рядовые калмыки, которым предложили выбрать себе владельца из двух братьев. Сторонники старшего брата составили «Ик дөрвүд» — Большедербетовский улус (владельцы — нойоны Хапчуковы), сторонники младшего брата — «Баh дөрвүд» — Малодербетовский улус (владельцы — нойоны Тундутовы). Границей деления Дербетовского улуса на Большедербетовский и Малодербетовский улусы стала река Маныч. Сторонники старшего брата переселились в пределы Маныча, сторонники младшего брата остались кочевать на Ергенях.
Правителем Большедербетовского улуса стал Екрем Хапчуков. Малодербетовский улус своим владельцем избрал сына Цендена-Дорджи Бабула. Население улуса несколько успокоилось, тем более что в мае 1800 года калмыки Большедербетовского улуса возвратились в пределы Астраханской губернии в район прежнего кочевья.
Однако после смерти нойона Большедербетовского улуса Екрема Хапчукова (умер в 1799 г.) и правителя Малодербетовского улуса Бабула (умер в сентябре 1799 г.) произошли новые осложнения в этой части Калмыкии. Владельцем Большедербетовского улуса стал младший брат Екрема Габун-Шарап, а нойоном Малодербетовского улуса — двоюродный брат Бабула Чучей Тундутов. Впоследствии Тундутов был утвержден грамотой Павла I от 14 октября 1800 года наместником калмыцкого народа и получил от него в дар знамя, саблю, панцирь, соболью шубу. При новом наместнике был восстановлен суд зарго. Формально, таким образом, было восстановлено Калмыцкое ханство. Однако власть наместника была весьма ограниченной. 13 июля 1802 года состоялась церемония объявления Чучея Тундутова наместником калмыцкого народа.
23 мая 1803 года Чучей умер, наместничество было ликвидировано, так как оно не оправдало себя. Наместник, не имея реальной власти, не сумел навести твердый порядок в тогдашней Калмыкии.
В результате в Дербетовском улусе не прекращались волнения.
В 1805 году на основании свободного народного волеизъявления был произведен окончательный раздел Дербетовского улуса, на Большедербетовский и Малодербетовский. К владельцу Малодербетовского улуса Эрдени-тайше отошло 3302 кибитки (семьи), а к владельцу Большедербетовского улуса Габун-Шарапу — 603. Этот раздел был утвержден Петербургом 14 июня 1809 году.
Первоначально Большедербетовский улус входил в состав Астраханской губернии.
29 ноября 1860 года улус был изъят из ведения Астраханской палаты Государственных имуществ и вошел в состав Ставропольской губернии.
Занимаемая площадь улуса составляла 2 100 000 десятин, население — 812 кибиток. По другим данным, в 1861 году Большедербетовский улус занимал площадь 872 323 десятины, но со временем территория сократилась, поскольку из калмыцких степей выделялись земли другим кочующим народам. Так, в 1863 году площадь улуса составила 589 000 десятин, в 1872 году — 373 161, а к 1892 году сократилась втрое от первоначальной — до 289 835 десятин.

## Колонизация
«Площадь, занятая кочевьями Больше-Дербетовского улуса, залегала на громаднейшем степном пространстве, начиная от реки Северной Кугульты до реки Маныча и от реки Егорлыка до реки Кумы и Калауса и исчислялась миллионами десятин земли».
Земли Большедербетовского улуса привлекли внимание крестьян центральных губерний России. Поток пришельцев шел с двух сторон, через Область войска Донского и со стороны Царицына. В результате самовольных захватов калмыцких земель образовались Медвеженский и Новогеоргиевский уезды, появились села Яшалта, Хагинка, Эстонка и другие хутора.
«Как уже отмечено, началом массового движения в Калмыцкую степь и, так сказать, лихорадочно-торопливого заселения её, следует признать двадцатые годы текущего столетия. Всезахватывающему этому напору пришлых людей сами калмыки в первое время не хотели, а потом не смогли и не сумели положить преград, по необходимости теснились к р. Манычу, где и находили сравнительный покой, потому что сплошные там солончаки не представляли удобств для земледельческих поселений».— Я. П. Дуброва «Быт калмыков Ставропольской губернии», Казань, 1899 г.
В 1846 году в целях улучшения путей сообщения между Приволжьем и Северным Кавказом Высочайшим указом в черте Ставропольской губернии на калмыцких землях устроено восемь станиц вдоль тракта: Дивная, Дербетовка, Винодельная, Предтеченская, Величаевка, Урожайная, Рагули, Пробитый Колодец, которые превратились в села Дивное, Дербетовка и др. В результате самовольных и узаконенных захватов калмыцких земель к 1873 году из 2 100 000 десятин земель в пользовании калмыков осталось 500 000 десятин, львиная доля которых принадлежала владельцам и их родственникам, духовенству, рядовым калмыкам осталось 212 052 десятин земли.

## Калмыки Большедербетовского улуса
Большедербетовский улус состоял из 15-ти калмыцких родов:
- 1. Ики чоносы, 546 душ мужского населения, 19120 десятин земли
- 2. Бага бурулы — 546 душ муж. населения, 16408 десятин земли
- 3. Кебюты
- 4. Будурмесы — 698 душ мужского населения, 22355 десятин надела
- 5. Абганеры — 237 душ мужского населения, 8195 десятин земли
- 6. Цоросы
- 7. Шереты — 489 душ мужского населения, 16157 десятин надела
- 8. Тарачины
- 9. 2-й Ики тугтуны — 370 душ мужского населения, 12435 десятин земли.
- 10. Абганер-гаханкины — 360 душ мужского населения, 9809 десятин земли.
- 11. Ики чоносы
- 12. Будульчинеры — 1542 душ мужского населения, 61458 десятин земли.

В 1891 г. Ики чоносы и Будульчинеры разделили земельные наделы.
- 13. Хаджинкины — 177 душ мужского населения, 7500 десятин земли.
- 14. Бага тугтуны — 642 душ мужского населения, 35037 десятин земли.
- 15. 2-й Бага тугтуны — 80 душ мужского населения, 9800 десятин земли.

В конце XIX века население Большедербетовского улуса составляло 11 тысяч человек. До 1892 года калмыки Большедербетовского улуса находились в личной зависимости от нойонов. Последним владельцем улуса был князь М. М. Гахаев.
За освобождение калмыков от крепостной зависимости владелец улуса М. М. Гахаев получил вознаграждение из фонда калмыцкого общественного капитала 60060 рублей.
В 1871 году тугтуны Большедербетовского улуса разделились на 3 аймака (аймачные группы): 1-й Икитугтун, 2-й Икитугтун, Багатугтун. Среди тугтунов встречались представители этнических групп: «хөд» («хойты»), «хазгуд», «чонкгшуд», «бутчинкн», «сявсгуд», «сугкнр».

## Постреволюционный период
До 1917 года Большедербетовский улус находился в ведении Медвежинского уезда Ставропольской губернии.
В декабре 1917 года в улусе установлена советская власть. Центр улуса — улусная ставка Башанта. Площадь Большедербетовского улуса составляла 3278 км²., население в 1925 году — 25,7 тысяч. В состав улуса входили следующие аймаки: Абганеры, Абганер-гаханкины, Багабурулы, Будульчинеры, Бюдермес — Кебюты, 2-й Багатугтун, Башанта, 1-й Икичоносы, 2-й Багатугтун, 1-й Икитугтун, 2-й Икитугтун, 1-й Багатугтун.
В 1920 году Большедербетовский улус вошел в состав Калмыцкой автономной области.
В 1925 году Бюдермес-Кюбетовский аймак переименован в Цоросовский, Багабурульский — в Икитугтуновский.
В 1924—1926 годах в Большедербетовский улус переселены калмыки из Сальского округа Донской области, Терской, Оренбургской губерний, появились новые населенные пункты Дон-Урал, Кумский, Цевднякин, Борна, Денисовка, Потап-Беляевский и др.
В 1930 году Большедербетовский улус переименован в Западный улус, в 1938 году Западный улус разделен на Западный и Яшалтинский улусы.

## Население
Динамика численности населения
| 1873  | 1892   | 1906   | 1918   |
| ----- | ------ | ------ | ------ |
| 10348 | ↗11804 | ↘11008 | ↗13356 |

## Экономика
Основным занятием калмыков было экстенсивное скотоводство. Скот круглый год находился на подножном корму и часто погибал от нехватки корма и сильных холодов. С давних времен калмыки разводили пять видов скота — крупный рогатый скот, лошадей, верблюдов, овец и коз. Овцы составляли 70 % от всего поголовья скота. Наиболее распространенной породой была калмыцкая курдючная овца мясного направления. Количество коз в общем стаде было невелико и превышало 1-1,5 %. Калмыцкая порода лошадей была получена скрещиванием монгольских лошадей, выведенных из Джунгарии с местными породами Юга России. В конце 19-го, начале 20 веков многие скотопромышленники имели огромные табуны. Нойоны и зайсанги поставляли лошадей для кавалерийских частей царской армии. Крупным коннозаводчиком был князь Гахаев. Его лошади участвовали в скачках, устраивавшихся в различных губерниях России. Значительную роль в хозяйстве играли двугорбые верблюды — бактрианы. Их использовали в транспортных целях и для верховой езды. От верблюдов получали мясо, шерсть, шкуры.

## Источник
- Я. П. Дуброва. Быт калмыков Ставропольской губернии. Элиста, Калмыцкое книжное издательство, 1998. 180 стр.
- Очерки истории Калмыцкой АССР: Дооктябрьский период. В 2-х томах. Институт истории (Академия наук СССР), Калмыцкий научно-исследовательский институт языка, литературы и истории/под ред. Н. В Устюгова. М.: Наука, 1967. 479 стр.
- Н. Манджиев. Кердата и Кердатинцы. Элиста: АПП Джангар, 2004 год. 527 стр.